# Maximilian Friedrich von Droste zu Hülshoff
Maximilian Friedrich von Droste zu Hülshoff (* 22. Oktober 1764 in Burg Hülshoff; † 8. März 1840 in Haus Alst bei Steinfurt) war ein Komponist und Freund Joseph Haydns.

Maximilian Friedrich von Droste zu Hülshoff

## Leben

### Herkunft
Maximilian (Max) Friedrich Freiherr von Droste zu Hülshoff wurde als zweiter Sohn des Clemens August I. von Droste zu Hülshoff (1730–1798) und seiner Ehefrau Maria Bernardina von der Recke-Steinfurt (1733–1784) geboren und gehörte der 19. Generation seiner Familie an. Sein Taufpate war Kurfürst Maximilian Friedrich von Königsegg (1708–1784), daher wurde er auch auf dessen Vornamen getauft. Sein älterer Bruder war Clemens-August II. von Droste zu Hülshoff, Vater der Dichterin Annette von Droste-Hülshoff, der ein guter Geiger war. Andere Brüder waren Ernst Konstantin von Droste zu Hülshoff auf Haus Stapel, der ebenfalls komponiert hat und der Dompropst des Domkapitels Münster, Heinrich Johannes Franz von Droste zu Hülshoff. Schon früh zum Geistlichen bestimmt, hatte Max von Droste zu Hülshoff, nach theologischen Studien, bereits als Sechzehnjähriger 1780 die Tonsur empfangen und war 1782 Domherr geworden, hat dann aber, nach fünf Jahren in diesem Stand, seine Präbende auf seinen Bruder Heinrich Johann übertragen, weil er heiraten wollte.

### Heirat und Familie
Als er – ohne kirchliche und elterliche Genehmigung – am 20. September 1788 um halb fünf in der Frühe mit seiner bürgerlichen Braut das Schlafzimmer des Pfarrers von St. Lamberti stürmte und die Ehe erzwang, war das ein Skandal in der Stadt Münster. Das Husarenstück gelang, obwohl der Pfarrer die verlangte Einsegnung der Ehe einstweilen wegen des fehlenden Dispenses des Bischofs verweigerte. Denn das Eheversprechen, das sich die Brautleute dort gaben, war nach dem Kirchenrecht gültig, nachdem zufällig in das Schlafzimmer des Pfarrers auch der Kooperator eingetreten war und damit ein zweiter, unfreiwilliger, Trauzeuge anwesend war. Die Erwählte war Bernardine Engelen (* 15. November 1769; † 8. Februar 1827), älteste Tochter des fürstbischöflichen Pfennigkammersekretärs (Landpfennigmeisters) Joseph Engelen und der Josephine von Diepenbrock (Adelsgeschlecht). Seine Frau, die als „schönste Frau Münsters“ bezeichnet wurde, war in einem Institut in Lüttich erzogen, im Geiste der Aufklärung hochgebildet, und ihre vermögenden Eltern bewohnten ein prachtvolles Palais, erbaut von Clemens August von Vagedes, auf der Engelenschanze in Münster. Als Bürgerliche galt sie dennoch nicht als standesgemäße Braut, und diese Ehe war nach Jahrhunderten die erste "Mesalliance" in der Familie Droste zu Hülshoff; trotzdem wurde Max Droste zehn Jahre danach, 1798, zur Ritterschaft aufgeschworen. Nach der Eheschließung musste das junge Paar nach Melle ins Hochstift Osnabrück, damals Ausland, fliehen, wo die ersten zwei Kinder geboren wurden. 1792 zog die Familie nach Coesfeld, wo ihr dank einer Erbschaft der Familie Diepenbrock Ländereien zugefallen waren und wo noch zwei Söhne geboren wurden. Erst nach dem Ende des Hochstifts konnte die Familie nach Münster zurückkehren, wo Maximilian 1810 von seinem Bruder Clemens-August II. von Droste zu Hülshoff den Stadthof der Familie am Alten Steinweg 5, links des Krameramtshauses, kaufte und nach dessen Verkauf 1817 ein Haus auf dem Domplatz erwarb. Nach dem Tod seiner Frau Bernardine kaufte von seinem Erbe der ältere Sohn, der Augenarzt Joseph von Droste zu Hülshoff, Haus Alst bei Steinfurt, wo Maximilian starb. Er liegt auf dem Friedhof in Leer (Kreis Steinfurt) begraben.

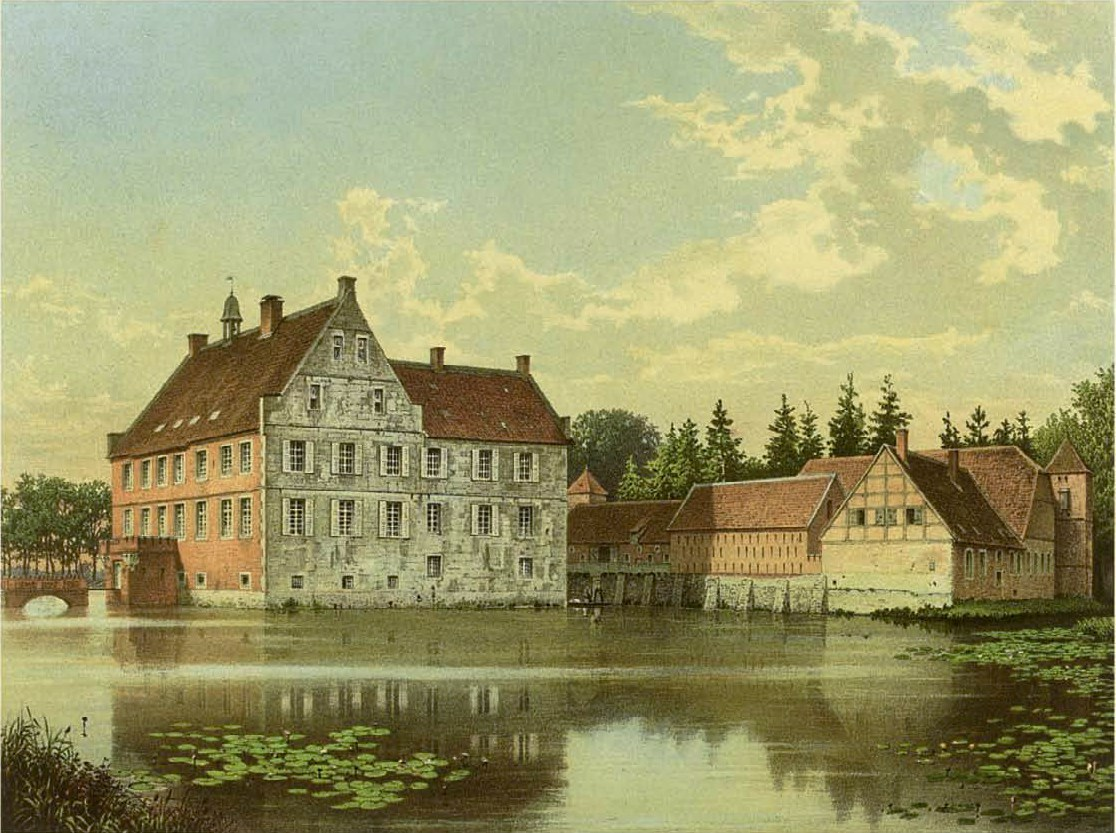
Burg Hülshoff, Geburtsort von Max Droste
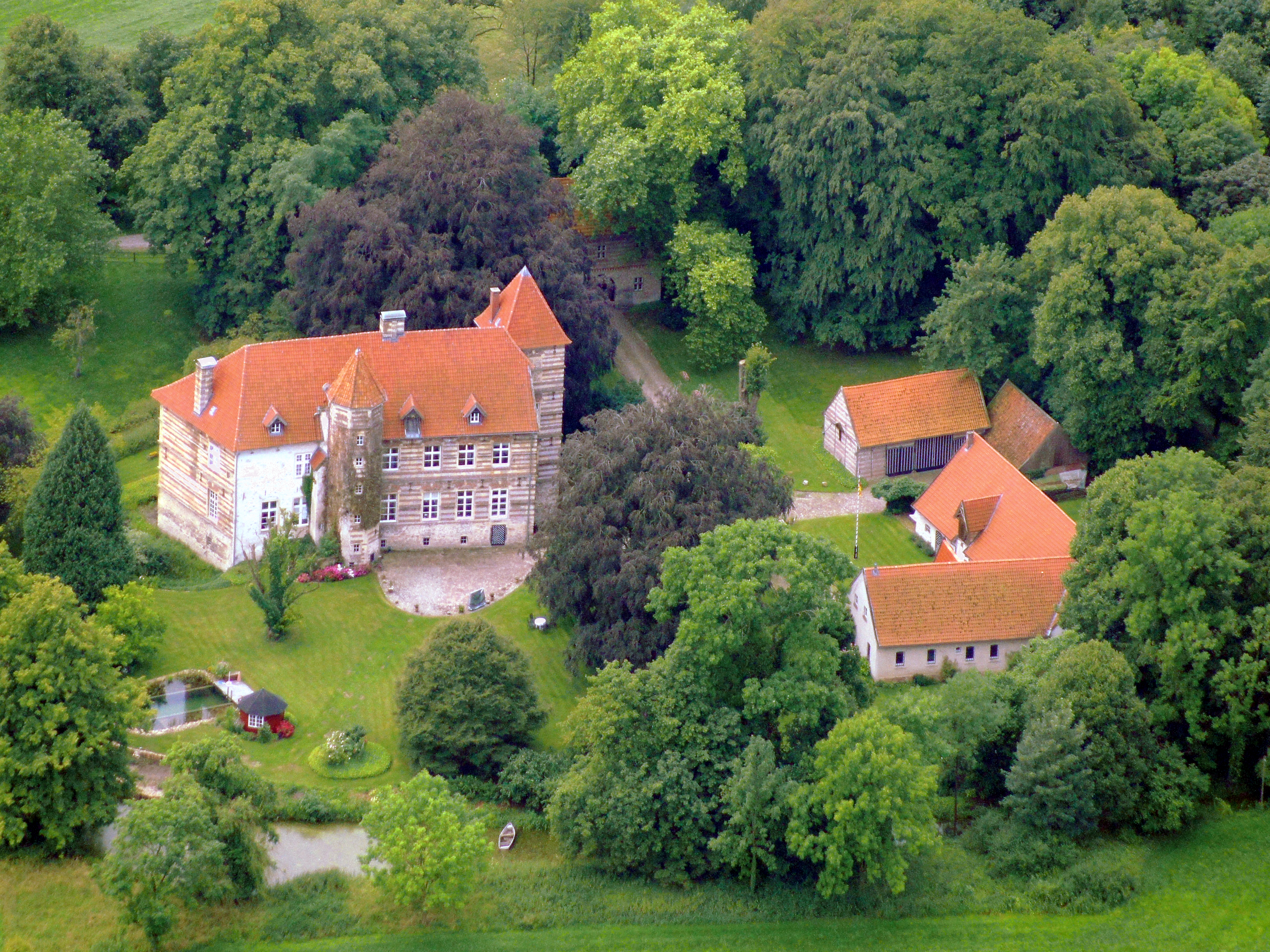
Haus Alst. 1832 bis zu seinem Tode Wohnort von Max Droste
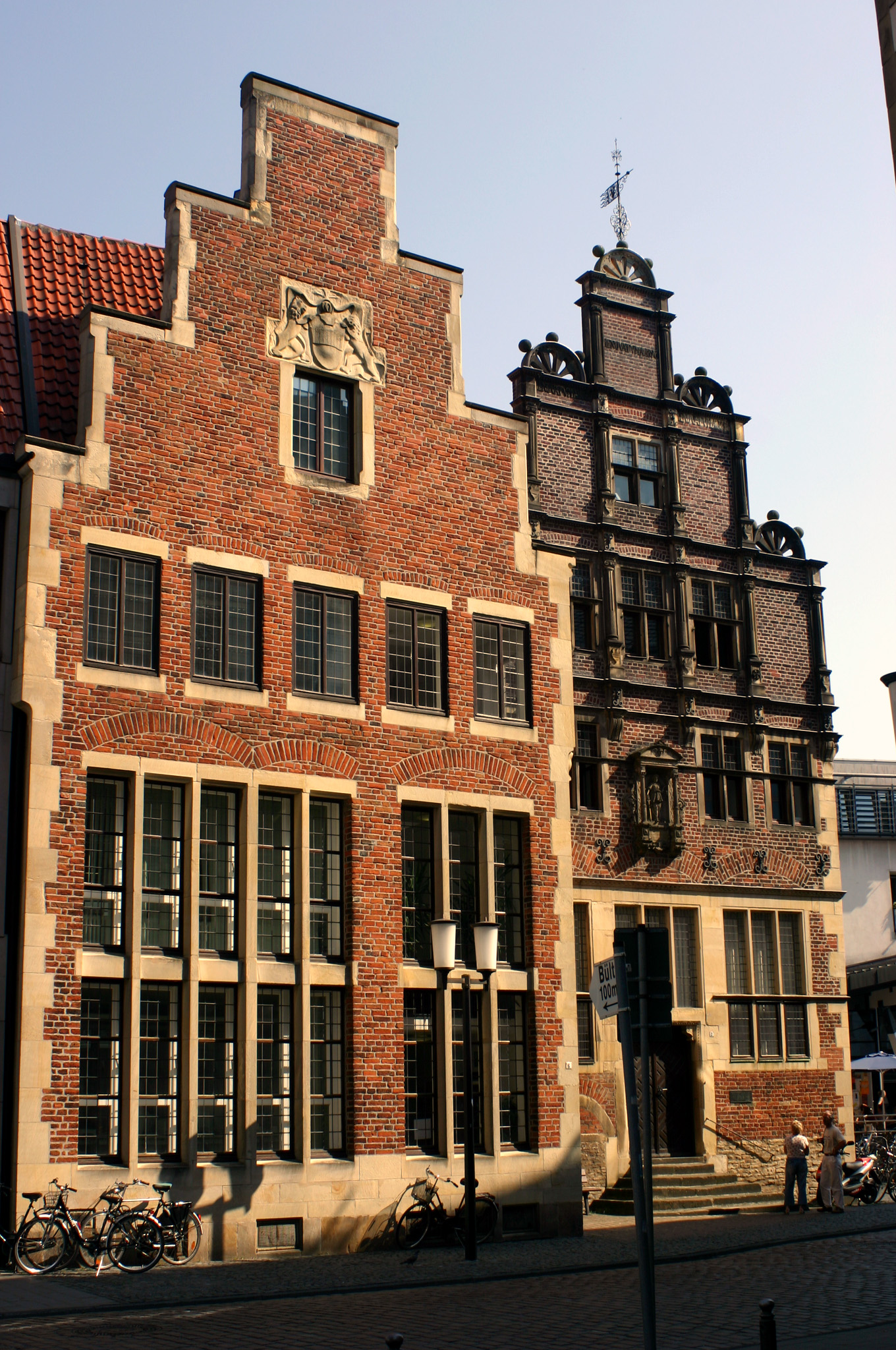
Der Hülshoff'sche Hof links neben dem Krameramtshaus, 1810–1817 Besitz des Komponisten

 Da Max Droste zu Hülshoff nur für die Musik lebte, waren die materiellen Verhältnisse vor dem Tod der Eltern Engelen begrenzt. Das Paar hatte zwei Töchter, von denen die älteste als Kind und die zweite unverheiratet schon mit 32 Jahren starben, sowie zwei Söhne. Der ältere Sohn, der oben erwähnte Augenarzt, war unter anderem Vater des in den USA wirkenden Missionars Constantin Maria von Droste zu Hülshoff und der Schriftstellerin Therese Dahn, geb. Freiin Droste zu Hülshoff, die den Professor und Erfolgsautor Felix Dahn heiratete und neben ihrer schriftstellerischen Arbeit auch Harfe spielte. Der jüngere Sohn war Clemens-August von Droste zu Hülshoff, nachmals Professor für Natur-, Kirchen- und Strafrecht sowie Rektor an der Universität Bonn, der auch ein hochbegabter Klavierspieler war.

### Musikalisches Wirken
Max von Droste zu Hülshoff hatte seine musikalische Begabung offensichtlich sowohl von seiner Mutter Maria-Bernhardine, geb. Freiin von der Recke (1733–1784), von der ein feines Selbstporträt in Burg Hülshoff hängt, als auch von seinem Großvater Heinrich Wilhelm Droste zu Hülshoff (1704–1754), der „ein Meister auf der Flöte“ gewesen sein soll (für drei Flöten und Orchester komponierte auch Max Droste zu Hülshoff seine schöne Sinfonia Concertante). Ähnlich wie die Musikerfamilie Romberg verdankt auch er dem Münsteraner Musikleben, welches sich hauptsächlich in der fürstlich fürstbischöflichen Hofkapelle abspielte, viel musikalische Anregung; er ließ zahlreiche seiner Werke durch die Hofkapelle zur Aufführung bringen. Auch nach Auflösung des Hofes blieb er der weiter bestehenden Kapelle musikalisch eng verbunden. Er war auch Mit-Gründer des Musikvereins Münster und schrieb für ihn 1825 sein Te deum Nr. 3.

### Freundschaft mit Joseph Haydn

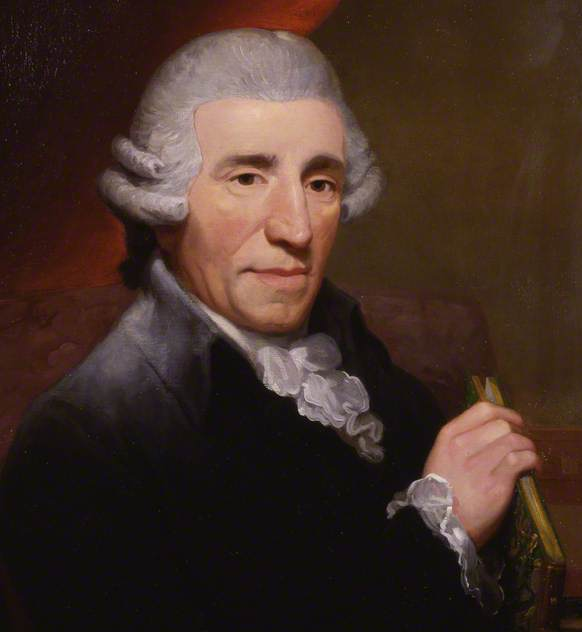
Joseph Haydn

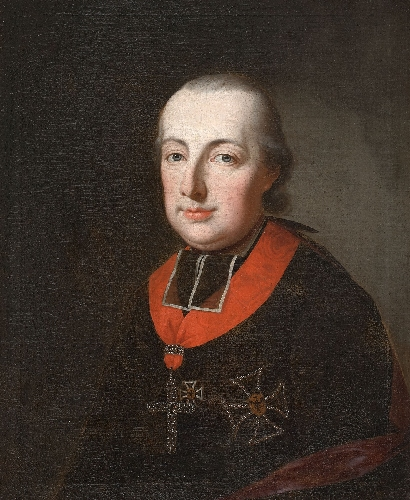
Fürstbischof Erzherzog Maximilian Franz von Österreich

Obwohl Max Droste zu Hülshoff sich zeitlebens als Dilettant bezeichnete, übte er den Beruf des Komponisten, Dirigenten und Musikschriftstellers auf hohem Niveau aus. Als Zeitgenosse der Wiener Klassiker steht er zu Unrecht in deren Schatten. Immerhin wurde sein Schaffen durch keinen Geringeren als den eine Generation älteren Joseph Haydn, dem es auch im Stil verpflichtet ist, anerkannt und gefördert. Der Kontakt mit Haydn war vermutlich dadurch entstanden, dass Heinrich-Johann von Droste zu Hülshoff, ein Onkel von Max, im Deutschen Orden enge Beziehungen zu Maximilian Franz von Österreich, dem Fürstbischof von Münster und Kölner Kurfürsten, und zu Ferdinand Ernst von Waldstein-Wartenberg hatte, zwei Förderern von Beethovens Ausbildung bei Haydn. Der damals auf dem Höhepunkt seines Ruhmes stehende Haydn brachte 1800 und 1801 Maximilians C-dur-Messe, das erste Tedeum und seine 4. Symphonie in Wien, dem Zentrum der damaligen Musikwelt, zur Aufführung.

### Kompositionen und ihre Würdigung

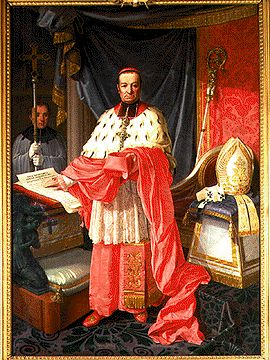
Erzbischof Graf Ferdinand August von Spiegel zu Desenberg und Canstein

Das Tedeum von Max Droste wurde auch in Berlin und in Frauenburg aufgeführt. Sein drittes Tedeum, das anlässlich der Amtseinführung des Kölner Erzbischofs Ferdinand August von Spiegel 1825 aufgeführt wurde, wird noch heute als bedeutend geschätzt. Neben Kammermusik, symphonischen Werken und Kirchenmusik schrieb er auch drei Opern, die Erfolg hatten.

„Es ist nicht zu hoch gegriffen, wenn wir behaupten, daß der Name Maximilian Friedrich von Droste-Hülshoff in Europa bald einen guten Klang hatte. Während seine Instrumentalwerke, aber auch die geistliche Musik, klassisches Format aufweisen, geht er in seinen Opernkompositionen weit über die Hochklassik hinaus und erreicht stellenweise Wirkungen, wie sie uns von Albert Lortzing und Carl Maria von Weber her bekannt sind“

### Einfluss auf Annette von Droste-Hülshoff

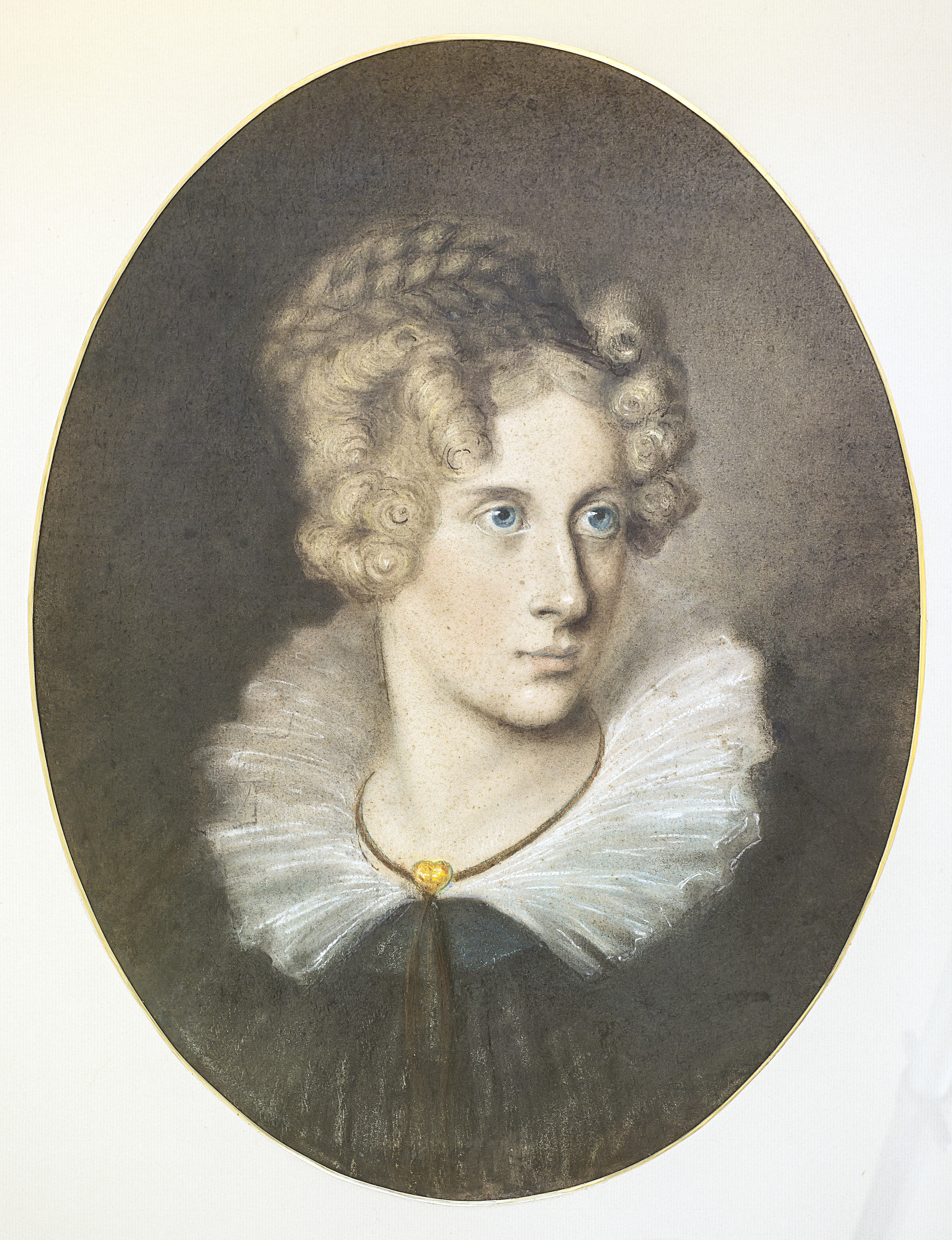
Annette Freiin Droste zu Hülshoff

Maximilian Friedrich war der musikalische Mentor seiner Nichte, der nicht nur als Dichterin, sondern auch als Komponistin, Klavierspielerin und Sängerin hervorgetretenen Annette von Droste-Hülshoff. Schon in ihrer Jugend fachsimpelte und musizierte sie mit ihm und seinen Söhnen. Ihr Onkel schenkte ihr 1821 eine eigenhändige Abschrift seines Werkes über den Generalbass und schrieb darüber: „was folgt daraus, daß ich aus Dankbarkeit das ganze Werk von Anfang bis Ende durchstudiere und auswendig lerne. Ich kann nicht sagen, daß ich es ungern täte, oder daß es mir schwer würde, da ich schon manche Werke über den Generalbaß kenne, aber ich muß doch meine ganze Zeit daran setzen“. Die Dichterin nahm auch Anteil an seinen Erfolgen und schrieb:

„Ich muß Dir noch vom Triumph meines Onkels Max erzählen; er hatte zur Huldigungsfeier ein Tedeum gesetzt; es wurde mit großem Beifall aufgeführt und darauf mit dem Bericht der ganzen Feier nach Berlin geschickt, dort soll es aufgeführt worden sein und außerordentlich gefallen haben, wenigstens hat Onkel Max vor ungefähr 8 Tagen eine ganz außerordentlich große und schwere Medaille erhalten...Du kannst Dir denken, daß der Onkel Max jetzt in Lüften schwebt... Es sollte mich freuen, wenn er für seine lange unverdrossene Mühe endlich auch den verdienten Lohn erhalten sollte“

Die Dichterin, die lange schwankte, ob nicht ihr musikalisches Talent ihre eigentliche Berufung sei, war die berühmteste Schülerin ihres Onkels.

### Musiktheoretisches Schaffen
Maximilian Friedrich verfasste auch ein musiktheoretisches Werk über den Generalbass, mit dessen Hilfe sich beispielsweise seine Nichte Annette von Droste-Hülshoff als Komponistin ausbildete.

## Wirkungsgeschichte
Das Schaffen von Max Droste zu Hülshoff fand, da nur zwei seiner Werke gedruckt worden waren, erst nach 1925 Beachtung, als seine Enkelin Therese Dahn den Nachlass nach Burg Hülshoff übergab. Karl Gustav Fellerer schreibt: „Der klare Satz der Klassiker, verbunden mit dem Pathos romantischen Ausdrucks, zeichnet Max Friedrich v. Droste-Hülshoffs Kompositionen aus. Er ist eine der Persönlichkeiten des Übergangs, wie Georg Joseph Vogler, an dessen Kunst sein Ausdrucksstreben gelegentlich erinnert... Maximilian Friedrich gehört nicht zu den großen und richtungsweisenden Komponisten seiner Zeit, doch haben ihn Erfindungsreichtum und gutes satztechnisches Können beachtenswerte Werke schaffen lassen.“ In den letzten Jahren wurden einige Werke auf CD aufgenommen oder im Rundfunk gesendet, so z. B. seine Sinfonia concertante für drei Flöten und Orchester.

„Der Komponist beweist gerade mit diesem bedeutenden Werk, daß er die Kompositionstechniken seiner Zeit souverän und höchstmeisterlich beherrscht und das Orchester mit viel Gespür für Farbigkeit und Klang behandelt“

„Der erstaunlich große und bisher wenig erschlossene Werkkatalog umfasst Messen, Lieder, Bühnenwerke, Orchester-, Kammer- und Klaviermusik sowie eine Kompositionslehre. Dass seine Stücke auch von Zeitgenossen wahrgenommen und geschätzt wurden, zeigt das Beispiel Joseph Haydn. Er initiierte um 1800 u.a. die Aufführung der 4. Sinfonie in Wien“

## Ehrungen
König Friedrich Wilhelm III. (Preußen), der selbst Militärmärsche komponierte, bedankte sich 1815 mit einem eigenhändigen Brief und einer Medaille für Maximilians Te deum, das er zu dessen Huldigung komponiert hatte.

## Werke
- 3 Streichquartette op. 1, 1796
- Das große Halleluja von Pfeffel, um 1840
- 11 Streichquartette
- 3 Divertimenti für Streichquartett
- 5 Streichquintette
- 16 Duettini für zwei Flöten, op. 16
- Variationen für Klavier über Mozarts „Reich mir die Hand“,
- Variationen über ein Thema aus Haydns „Symphonie mit dem Paukenschlag“
- Variationen über „Nel cor più non mi sento“ von Gelinek und Kauer

Variationen über eigene Themen:
- Thema con variamento für Klavier
- Allegretto mit 15 Veränderungen op. 7 für Klavier
- 3 Sonaten für Klavier, vierhändig
- Les journées ou IV parties charactéristiques pour le Piano-Forte
- Karakteristisches vierhändiges militärisches Tonstück fürs Forte-Piano
- Adagio zu vier Händen
- Symphonie 1-4 (Symphonie Nr. 2 Sinfonie militaire)
- Duo concertante für Horn und Fagott mit Orchester (Nr. 1 und 2)
- Trio Concertante für 3 Flöten und Orchester
- Fantasie für Flöte, Geige, Horn, Violoncello mit Orchester
- Grand Quatour concertant für Flöte, Oboe, Horn, Fagott mit Orchester
- 2 Messen für Soli, Chor und Orchester (C,B)
- 3 Tedeum (1801, 1815, 1825)
- Graduale (Domine refugium u. a.)
- Offertorium (Lauda anima mea 1825 u. a.)
- Tantum ergo für Soli, Chor, Orchester (1822)
- Alma redemptoris für Sopran und Tenor mit Orgel, Flöte, Streichern
- 9 „Kirchenlieder während der hl. Messe zu singen für die Schuljugend beiderlei Geschlechts“, 1826
- Kirchenlieder und deutsche geistliche Gesänge
- „Osterlied am Grabe“ (Matthison) für Soli, Chor, Orchester, 1820
- „Das Gebet des Herrn“ (G. Bueren) für Soli, Chor, Orchester, 1827
- „Abschiedsempfindung“ für Trompete, Orchester
- Rezitativ und Arie „Herrlich und furchtbar bist Du“ für Bariton und Orchester
- Romanze „Ein Ritter zog“ für Bariton und Orchester
- Lieder mit Klavierbegleitung

Opern:
- Bianca oder die entwaffnete Rache (Walter Anton Schwick nach Carlo Gozzi), Münster 1799
- Der Tod des Orpheus (Johann Georg Jacobi), Münster 1810
- Der Einzug (Nesselrode), Münster 1811